# Tomas Kotík
Tomas Kotík (* 1969 Praha) je sochař, malíř a muzikant českého původu, žijící v New Yorku, prapravnuk Tomáše G. Masaryka a pravnuk malíře Herberta G. Masaryka.

## Život
Narodil se roku 1969 jako syn hudebního skladatele Petra Kotíka a Charlotty Kotíkové, dcery kunsthistorika Emanuela Pocheho a Herberty Masarykové. Jeho pradědečkem byl český malíř Herbert Masaryk, starší syn Tomáše Garrigua Masaryka. Na začátku sedmdesátých let 20. století s rodiči emigroval do USA. Jeho bratrem byl hudebník Jan Jakub Kotík, který zemřel na rakovinu v roce 2007.